# Duško Gojković
Duško (Dušan) Gojković (Jajce, 14. oktobar 1931 — Minhen, 5. april 2023) bio je srpski svetski priznati džez trubač, kompozitor i aranžer. Bio je srpski džez muzičar koji je ušao u mnoge strane enciklopedije (od novijih: posebna biografska jedinica u popularnom džez vodiču Rough Guide), i postao „hodajuća enciklopedija džeza i imena iz tog svijeta”.

## Život i karijera
Rođen je u Jajcu, u Kraljevini Jugoslaviji, danas u Bosni i Hercegovini, 14. oktobra 1931. godine, od oca Vuksana i majke Kristine, kao jedno od njihove četvoro dece. Nakon ratnog i poratnog perioda života, jednim delom i u logoru, doživeo je porodičnu tragediju. Izgubio je oca koji je streljan kao pripadnik četničkog pokreta, i praktično, brata koji je doživotno izbegao u Australiju. Ostavši bez porodice on se 1946. godine obreo u Beogradu, kao gimnazijalac i učenik u Muzičkoj školi „Stanković” u Beogradu, pod neprestanom kontrolom ondašnjih komunističkih vlasti zbog sviranja zabranjivanog džeza na javnim mestima. 
„Na prijemnom ispitu u Muzičkoj školi Stanković otpevao sam neku rusku pesmu uz klavir i napomenuo im da želim da učim da sviram trubu jer imam taj instrument kući i da u školskom orkestru sviram džez. Direktor škole je sumnjičavo vrteo glavom zbog tog džeza, ali su me ipak primili i konačno sam počeo da sviram trubu. Moje improvizacije na trubi nijedan komesar nije mogao da kontroliše. Džez je sloboda.“
Muziku je studirao na Muzičkoj akademiji u Beogradu od 1948. do 1953. godine. Još kao student sa 18 godina svirao je trubu u mnogim džez i diksilend bendovima i sa velikim orkestrom Radio Beograda. Posle pet godina provedenih u Jugoslaviji, prerastao je nivo balkanskog muziciranja i odlučio da nastavi svoju karijeru u Zapadnoj Nemačkoj. Godine 1956. snimio je svoj prvi LP kao član grupe Frank All Stars. Sledeće četiri godine proveo je kao prvi trubač i član Kurt Edelhagenovog orkestra. Tokom godina svirao je sa značajnim džezerima kao što su Čet Bejker, Sten Gec i Oskar Petiford.
Prvi put se obreo u Americi sa Evropskim omladinskim orkestrom 1958. u Njuportu na džez festivalu na Istočnoj obali, i svojim stilom muziciranja privukao veliku pažnju sa obe strane okeana.

Godine 1961. ponuđena mu je stipendija za studije u oblasti komponovanja i aranžiranja u Berkliju, u vrsti muzike za koju teško da su tada drugde u svetu postojale neke škole. 
„Trebala mu je preporuka i – dobio ju je. Od Stena Geca, Arta Farmera i Oskara Petiforda, koji su je napisali i potpisali na masnom jelovniku nekog kafića u Frankfurtu u kome su doručkovali.”
 Prihvatio je ponudu i završio studije.
Nakon studija u Berkliju pozvao ga je kanadski vođa benda Mejnard Ferguson da se pridruži njegovom bendu. Gojković je nastupao kao druga truba u ovom sastavu sve do pauze benda 1964. Njegov rad sa Fergusonom omogućio je Gojkoviću reputaciju odličnog i velikog muzičara i izvanrednog soliste.
Vratio se u Evropu, i formirao svoj sekstet 1966. godine, sa kojim je snimio svoj prvi album Swinging Macedonia, u produkciji Eckart Rahn, sa muzikom koju je on izvorno komponovao inspirisan muzikom Balkana. Album se generalno smatra kamenom temeljcem balkanskog džeza.
U narednim godinama pratio je i svirao sa muzičarima: Majls Dejvis, Dizi Gilespi, Oskar Petiford, Džeri Maligan, Soni Rolins, Djuk Džordan, Slajd Hampton itd.
Godine 1966. nastavio je svoju karijeru u big bendu Kenny Clarke-Francy Boland.
Godine 1968. nastanio se u Minhenu i formirao svoj veliki bend sa umetnicima kao što je Rolf Erikson, koji je trajao sve do 1976.
Godine 1986. osnovao je još jedan orkestar, sa kojim je radio do kraja karijere. Njegov očekivani povratak džez sceni došao je sa albumom Soul Connection iz 1994. godine, sa kojim je osvojio brojna priznanja.
Godine 1996. snimio je album Soul Collection, ali ovaj put sa svojim velikim bendom. Još jedan sjajan album objavio je 1997. godine - Balkan Blue, dvostruki CD: prvi je kvintet sa italijanskim saksofonistom Đanijem Basom, a drugi sa orkestrom Severno-nemačkog radija (NDR) uz džez ritam i Gojkovića kao solistu. Njegov sledeći album bio je In My Dreams (2001), snimljen sa sopstvenim kvartetom.
Gojković je 2003. godine otvorio novo poglavlje u karijeri svojim albumom Samba do Mar, u kojem prvi put komponuje inspirisan brazilskom muzikom.
Tokom 2004. godine nastupao je na 200-godišnjicu moderne srpske državnosti, sa beogradskim internacionalnim All Star Big Band-om, sa kojim je snimio CD Handful of Soul.
Njegov album Samba Tzigane izašao je 2006. godine, sa kojim je Gojković proslavio svoj 75. rođendan na velikom koncertu u Beogradu.

## Diskografija[3]

### Kao vođa
- 1966:
- 1970:  (MPS)
- 1971:  (Enja)
- 1971:
- 1971:
- 1974:
- 1975:
- 1977:
- 1979:
- 1983:
- 1983:  (Nilva)
- 1983:  (PGP RTB)
- 1983:
- 1987:  (DIW)
- 1992:
- 1994:  (Enja)
- 1995:  (Enja)
- 1996:  (Enja)
- 1999:  (King)
- 1999: s (King)
- 2001:
- 2001:  (Enja)
- 2002:  (Enja)
- 2003:
- 2004:  (Sound Hills)
- 2005:  (Enja)
- 2006: 
- 2006: 
- 2010:
- 2011:
- 2013:
- 2014:

### Kao
Sa 
- (1966)
- (1968)
- (1968)
- (1969)
- (1969)
- (1969)
- (1970)
- (1975)

Sa 
- (2005)

Sa 
- (1971)

Sa 
- (1964)

Sa 
- (1965)
- (1965)
- (1965)
- (1965)
- (1965)

Sa Dušanom Prelevićem
- U redu, pobedio sam (RTB, 1991)

Sa 
- (1981) (Nilva)

Sa Sarajevo Big Band i Sinan Alimanović
- Najveći koncert u gradu (2000)

Sa YU All Stars 1977
- (Jugoton, 1978)

## Literatura
- Peter Tipelt, Rajnhard Kehl. DŽEZ JE SLOBODA, Krug Commerce.  9788685323126.
- „Jazz - Ilustrirana enciklopedija” (prevod sa engleskog), dodatak „Yu-Jazz” (napisao Mladen Mazur), Mladost, Zagreb, 1980, str. 233

## Spoljašnje veze
- Sajt Duška Gojkovića (језик: енглески)
- Monografska publikacija kompozitora Duška Gojkovića (B92, 18. decembar 2018)